# Szczecin
Szczecin ali poslovenjeno Ščečin (kašubško Szczecëno, nemško Stettin, izgovorjava Ščečin) je eno najstarejših in največjih mest na Poljskem ter glavno mesto Zahodnopomorjanskega vojvodstva. Leži ob reki Odri. 
Gre za 2 največje mesto in največjo pomorsko luko na Poljskem na Baltskem morju (pristanišče Szczecin-Świnoujście). Po podatkih iz leta 2014 je v mestu živelo 408.176 prebivalcev. 
V mestu je več univerz, npr. Univerza v Szczecinu, Zahodnopomorjanska tehnološka univerza v Szczecinu, Pomorjanska medicinska univerza, Pomorjanska univerza v Szczecinu in Akademija umetnosti v Szczecinu.